# Montfort-sur-Boulzane
Montfort-sur-Boulzane (okzitanisch Montfort de Bolzana) ist eine Gemeinde mit 88 Einwohnern (Stand 1. Januar 2022) in der französischen Verwaltungsregion Okzitanien (vor 2016 Languedoc-Roussillon), im Département Aude, im Arrondissement Limoux und im Kanton La Haute-Vallée de l’Aude. Die Einwohner werden Monfortais genannt.

## Geographie
Montfort-sur-Boulzane liegt etwa 59 Kilometer westlich von Perpignan an der Boulzane. Das Gemeindegebiet ist Teil des Regionalen Naturparks Corbières-Fenouillèdes.
Nachbargemeinden sind Salvezines im Nordwesten und Norden, Gincla im Norden, Vira im Nordosten, Rabouillet im Osten, Mosset im Süden sowie Sainte-Colombe-sur-Guette im Westen.

## Bevölkerungsentwicklung
| Jahr                       | 1962 | 1968 | 1975 | 1982 | 1990 | 1999 | 2006 | 2019 |
| -------------------------- | ---- | ---- | ---- | ---- | ---- | ---- | ---- | ---- |
| Einwohner                  | 130  | 112  | 84   | 72   | 82   | 65   | 97   | 90   |
| Quellen: Cassini und INSEE |      |      |      |      |      |      |      |      |

## Sehenswürdigkeiten
- Kirche La Décollation-de-Saint-Jean-Baptiste